# Vernate (Fachzeitschrift)
Vernate ist eine jährlich erscheinende, deutsch-, englisch- und italienischsprachige Fachzeitschrift mit Themen aus verschiedenen naturwissenschaftlichen Disziplinen. Publiziert werden vor allem Original-Beiträge zu den Forschungsschwerpunkten Paläontologie, Mineralogie, Geologie und Biologie. Hinzu kommen wissenschafts- und regionalhistorische Artikel (mit naturwissenschaftlichem Bezug) sowie Beiträge aus dem Bereich Naturschutz.
Vernate ist die Fortführung der wissenschaftlichen Zeitschrift Veröffentlichungen des Naturkundemuseums Erfurt (Band 1 erschien 1982) und führt deren Bandzählung weiter. Der neue Zeitschriftenname Vernate wurde mit Jahrgang 2008 (Band 27) eingeführt.